# Campeonato Brasileiro de Futebol - Série C
O Campeonato Brasileiro de Futebol - Série C é uma competição equivalente à terceira divisão do Campeonato Brasileiro de Futebol. É por meio dela que os clubes conseguem acesso para a Série B.
Durante muitos anos, a Série C funcionou como o último nível no sistema de ligas nacionais do Brasil. Sua primeira edição foi realizada em 1981 e, desde então, mudou de regulamento diversas vezes e também teve sua disputa interrompida em algumas temporadas. A partir de 2009, com a criação da Série D, deixou de ser a última divisão do futebol brasileiro, passando a contar com 20 equipes participantes.
Ao todo, 30 clubes de 13 federações diferentes já se sagraram campeões da Série C. O primeiro deles foi o Olaria, enquanto o maior vencedor do torneio é o Vila Nova, com três títulos. Atualmente, além do campeão, a Série C promove as outras três melhores equipes à Série B, totalizando quatro vagas. Da mesma forma, os quatro piores times são rebaixados à Série D.
No Ranking da CBF, a Série C atribui 200 pontos ao campeão. O vice-campeão recebe 160 pontos, o terceiro recebe 150 e o quarto 140. A partir do quinto colocado, cada posição ganha dois pontos a menos em relação ao colocado imediatamente anterior, chegando até os 108 pontos para a equipe que ficar na vigésima e última posição.
A edição atual é disputada por 20 clubes, que se enfrentam em turno único na primeira fase. A partir de 2024, as classificações das Séries B, C e D do ano anterior passaram a definir a quantidade de mandos de campo de cada clube. Ao final desse turno, os oito primeiros colocados se classificam para a fase quadrangular, dividida em dois grupos: o primeiro lugar de cada chave sobe de divisão e vai para a final da competição, enquanto o segundo colocado de cada grupo também ascende à Série B. Já os quatro últimos da primeira fase são rebaixados à Série D.

## História

### Surgimento
No segundo semestre de 1980, chegou às mãos do então presidente da CBF Giulite Coutinho a proposta de criar a Taça de Bronze, equivalente à terceira divisão nacional, com o objetivo de manter em atividade no período do Campeonato Brasileiro as equipes que não haviam se classificado para as Taças de Ouro e de Prata (à época, primeira e segunda divisões, respectivamente). O torneio contaria com 24 participantes, um de cada estado do país com futebol profissional (à exceção de Rio de Janeiro e São Paulo, que colocariam duas equipes). Contudo, a federação paulista acabou por não enviar representantes, uma vez que o então presidente Nabi Abi Chedid, desafeto político de Giulite, decidiu antecipar o início da fase classificatória do Campeonato Paulista, impedindo a participação das equipes do estado. Quem também optou por ficar de fora da competição foi o Atlético Paranaense: fora das Taças de Ouro e de Prata pela classificação no Campeonato Paranaense, o time preferiu excursionar pela América do Sul ao invés de disputar o torneio recém-criado.
Assim, a primeira edição da atual Série C foi realizada em 1981 com substituições aos clubes desistentes e em formato misto: as duas primeiras fases foram eliminatórias, enquanto a semifinal foi disputada em dois triangulares, com o primeiro de cada chave avançando à grande final. O primeiro campeão da história do torneio foi o Olaria, que derrotou o Santo Amaro na decisão. Com a conquista, a equipe carioca também garantiria o acesso para a Taça de Prata de 1982, mas acabou perdendo a vaga por ter sido rebaixada no estadual. Apesar do feito histórico, coube ao Olaria um grande prejuízo financeiro após a participação na Taça de Bronze. Também alegando questões financeiras, a CBF anunciou, logo após o encerramento da primeira edição, que o torneio seria descontinuado.

### Retomadas sem continuidade
Devido ao imbróglio que levou à disputa da Copa União em 1987, o Campeonato Brasileiro daquele ano foi disputado em módulos. Os módulos azul e branco, também chamados de Troféu Heleno Nunes e Troféu Rubem Moreira e vencidos por Americano e Operário-MS, respectivamente, chegaram a ser considerados como edições da Série C e, posteriormente, até mesmo da Série B. Contudo, os títulos nunca foram reconhecidos pela CBF como conquistas de nenhuma das divisões.
Assim, a segunda edição da Série C só seria disputada em 1988, mas não sem percalços. Inicialmente prevista para ter 63 equipes, a competição contou com diversas desistências (algumas delas à véspera da primeira rodada) devido ao temor pelo fracasso do torneio. A chamada Divisão de Acesso acabou sendo realizada com 43 participantes e foi vencida pelo União São João, que ficou com o título por ter a melhor campanha após dois empates contra o Esportivo de Passos na decisão. A princípio, apenas os dois finalistas seriam promovidos à Série B, porém mais uma vez a CBF decidiu por não dar continuidade à Série C, inchando a segunda divisão na temporada seguinte.

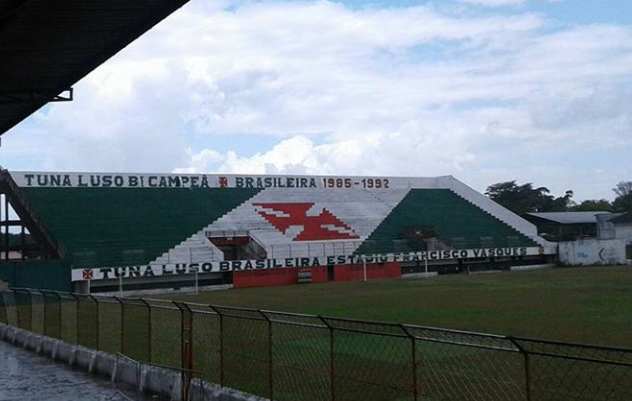
Inscrição no estádio da Tuna Luso assinala o título da Série C conquistado pelo clube em 1992

No segundo semestre de 1990, a CBF anunciou a intenção de retomar a terceira divisão naquele mesmo ano. Para isso, definiu a criação de uma seletiva para chegar ao número final de 32 e, posteriormente, 30 participantes. Algumas federações, contudo, indicaram equipes sem basear-se em critérios técnicos. Ao fim do torneio, o Atlético Goianiense conquistou seu primeiro título na Série C após superar o América Mineiro nos pênaltis. Teoricamente, apenas as duas equipes finalistas e os semifinalistas Paraná e América de Natal ascenderiam à segunda divisão, porém novamente a Terceirona foi descontinuada, dessa vez em uma manobra da CBF que acabou beneficiando o Coritiba, evitando o rebaixamento do clube paranaense para a Série C, um ano após ter sido eliminado da Série A em 1989 por punição da própria entidade. Assim, a CBF ampliou o número de participantes da Série B de 1991 de 24 para 64 clubes.
A Série C foi novamente retomada em 1992, com 31 equipes agrupadas em sete chaves. Os vencedores de cada grupo seriam promovidos à Série B, mas a CBF alterou o planejado mais uma vez e o regulamento não foi respeitado. Em um artifício que acabou garantindo o acesso do Grêmio para a Série A, a confederação inchou o Brasileirão de 1993 com 12 equipes promovidas da Série B do ano anterior. Assim, em 1993 não houve disputa da segunda divisão, tampouco da terceira. Um Qualificatório para a Segunda Divisão de 1994 chegou a ser disputado, mas não é considerado oficialmente uma edição da Série C.

### Consolidação da competição

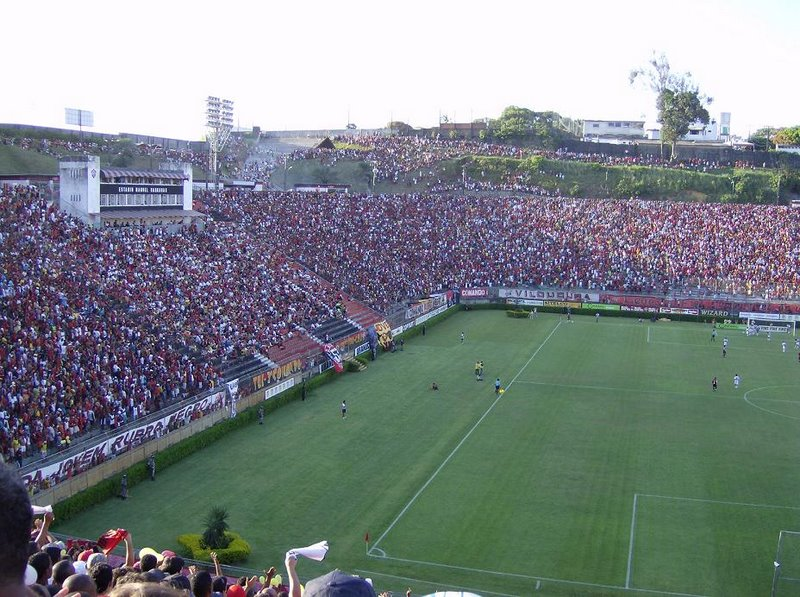
Torcida do Vitória no Barradão em partida válida pela Série C de 2006

Somente a partir de 1994, a Série C passou a ser disputada de forma ininterrupta. A única exceção aconteceu em 2000, devido à disputa da Copa João Havelange, na qual os módulos verde e branco foram considerados uma espécie de terceira divisão, mas sem título reconhecido pela CBF.
Apesar da consolidação, o torneio passou por diversas mudanças de regulamento dos meados da década de 1990 até os anos 2000. O número de equipes participantes chegou a variar entre 107, na edição de 1995, até 36, em 1999. Nessa edição de 1999, a competição foi enxugada devido à pressão do Fluminense, o primeiro clube campeão da Série A a disputar a Terceirona: após três rebaixamentos em sequência entre 1996 e 1998 (um deles anulado após uma virada de mesa), o Tricolor teve que disputar a Série C e sagrou-se campeão. Devido à já citada criação da Copa João Havelange, em 2000, o clube carioca acabou pulando direto para a primeira divisão no ano seguinte (convidado pelo Clube dos 13, assim como Bahia e América Mineiro, que não conseguiram o acesso na Série B de 1999; e Gama e Juventude, que deveriam ter sido rebaixados da primeira divisão). Posteriormente, além do Fluminense, outras duas agremiações campeãs da Série A acabariam sendo rebaixadas até chegar à Série C: o Bahia e o Guarani.
A estabilização da competição revelou uma hegemonia do futebol paulista na Série C: nas cinco primeiras edições desde 1994, em todas pelo menos um time de São Paulo foi promovido. A sequência de acessos, interrompida em 1999, voltou a se repetir entre 2001 e 2004, somando inclusive mais três títulos para agremiações do estado. Não à toa, São Paulo lidera o ranking de títulos da terceira divisão, somando dez conquistas e 26 acessos.

### Mudança de patamar

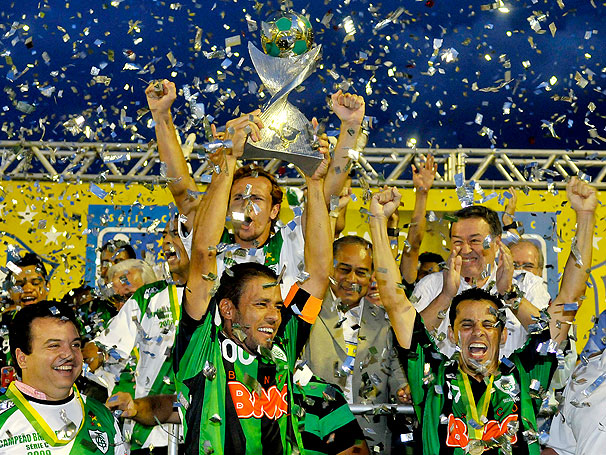
O América Mineiro foi o primeiro time a vencer a Série C após a mudança de formato, em 2009

Firmada de vez no calendário do futebol brasileiro, a Série C, contudo, ainda não era atraente financeiramente. Em março de 2008, em meio a especulações sobre uma possível mudança drástica no formato do torneio, o diretor-técnico da CBF Virgílio Elísio declarou que "o mercado não demonstra interesse (na Série C), nós percebemos isso nos últimos anos" e ratificou o intuito de tornar a disputa mais palatável. Pouco tempo depois, a entidade confirmou a mudança de regulamento na Terceirona a partir de 2009, com 20 clubes participantes, sendo 16 classificados do 5º ao 20º lugar da competição de 2008 e os quatro rebaixados da Série B, além de anunciar o surgimento da Série D.
Em março de 2009, a CBF confirmou o formato de disputa da Série C, com quatro grupos de cinco times e um mata-mata a partir da fase final para definir o acesso e título. Os quatro últimos de cada chave seriam rebaixados à Série D. Exclusivamente na edição de 2011, a fase final foi disputada em dois quadrangulares que definiram os clubes promovidos e finalistas. Já a partir de 2012, a competição passou a contar com duas chaves de dez times na primeira fase, aumentando assim o número de datas do torneio. Os quatro mais bem colocados de cada grupo se classificam para as quartas de final, de onde saem os promovidos à Série B. Os dois piores times de cada grupo são relegados à quarta divisão. Esse formato perdurou até a edição de 2020, quando o conselho técnico da competição aprovou a mudança na segunda fase, estabelecendo dois quadrangulares para designar os promovidos e finalistas.
Para 2022, pela primeira vez desde que o torneio passou a contar com 20 equipes, a CBF anunciou que a primeira fase seria disputada em turno único, aumentando uma data em relação à temporada anterior. Assim, os oito melhores se classificam para a segunda fase, que permanece com o mesmo formato, enquanto os quatro piores colocados são rebaixados.

## Transmissão televisiva
A competição foi transmitida pela primeira vez em sinal aberto pela Rede Vida, em 2003. Contudo, em rede nacional, a pioneira foi a TV Brasil, no ano de 2010, a partir da fase final. Entre 2013 e 2016, a emissora pública exibiu a competição desde a fase de grupos. Ao contrário do que acontece em canais privados de televisão, na TV Brasil os clubes não recebiam remuneração pelos jogos transmitidos, sendo beneficiados exclusivamente pela exposição em canal aberto.
Via antenas parabólicas, a TV Esporte Interativo também veiculou a competição em 2014. Já em transmissões regionais, a Série C já foi exibida por diversas emissoras, como a TV Tribuna, de Recife, e a TV Diário, de Fortaleza. Atualmente, a Band exibe a competição em sinal aberto para algumas praças. Exclusivamente em 2022, a Globo acertou um contrato de transmissão pela sua afiliada, a TV Bahia, de até seis jogos do Vitória como mandante.
Na TV fechada, foi transmitida pelo SporTV em 1999 (apenas jogos do Fluminense) e entre 2012 e 2014; enquanto a National Sports Channel exibiu a competição entre 2003 e 2006. Já o Esporte Interativo, por meio de seu canal fechado, transmitiu o torneio de 2015 a 2018, ano em que encerrou subitamente suas atividades. Com isso, a CBF assumiu temporariamente os jogos da Terceirona, transmitindo as partidas através da CBF TV pelo site e redes sociais da entidade.
A partir de 2019, a DAZN adquiriu os direitos da terceira divisão e passou a exibi-la em seu serviço de streaming, exclusivamente para assinantes. Para a edição de 2020, foi firmada uma parceria com o MyCujoo para que algumas partidas fossem exibidas gratuitamente pelo serviço de streaming parceiro. Em 2021, a empresa fechou um acordo com outra plataforma, a TV NSports, e com a rede social TikTok para dividir as transmissões da competição. Ambos os acordos foram renovados para a edição de 2022. No mesmo ano, a NSports fez uma parceria com a empresa de mídia OneFootball, que também exibiu o torneio no sistema pay-per-view. Em abril de 2022, o serviço de TV por assinatura via streaming DirecTV Go anunciou a criação do canal esportivo DSports, incluindo a Série C na programação.
Em 2023, houve a criação do Nosso Futebol, que passou a exibir a competição dividida entre canal linear por assinatura, pay-per-view e canal no YouTube. O canal é um projeto independente, fazendo parte de uma parceria formada com a DAZN, a Vrio Corp. (Sky) e a Claro.

## Campeões

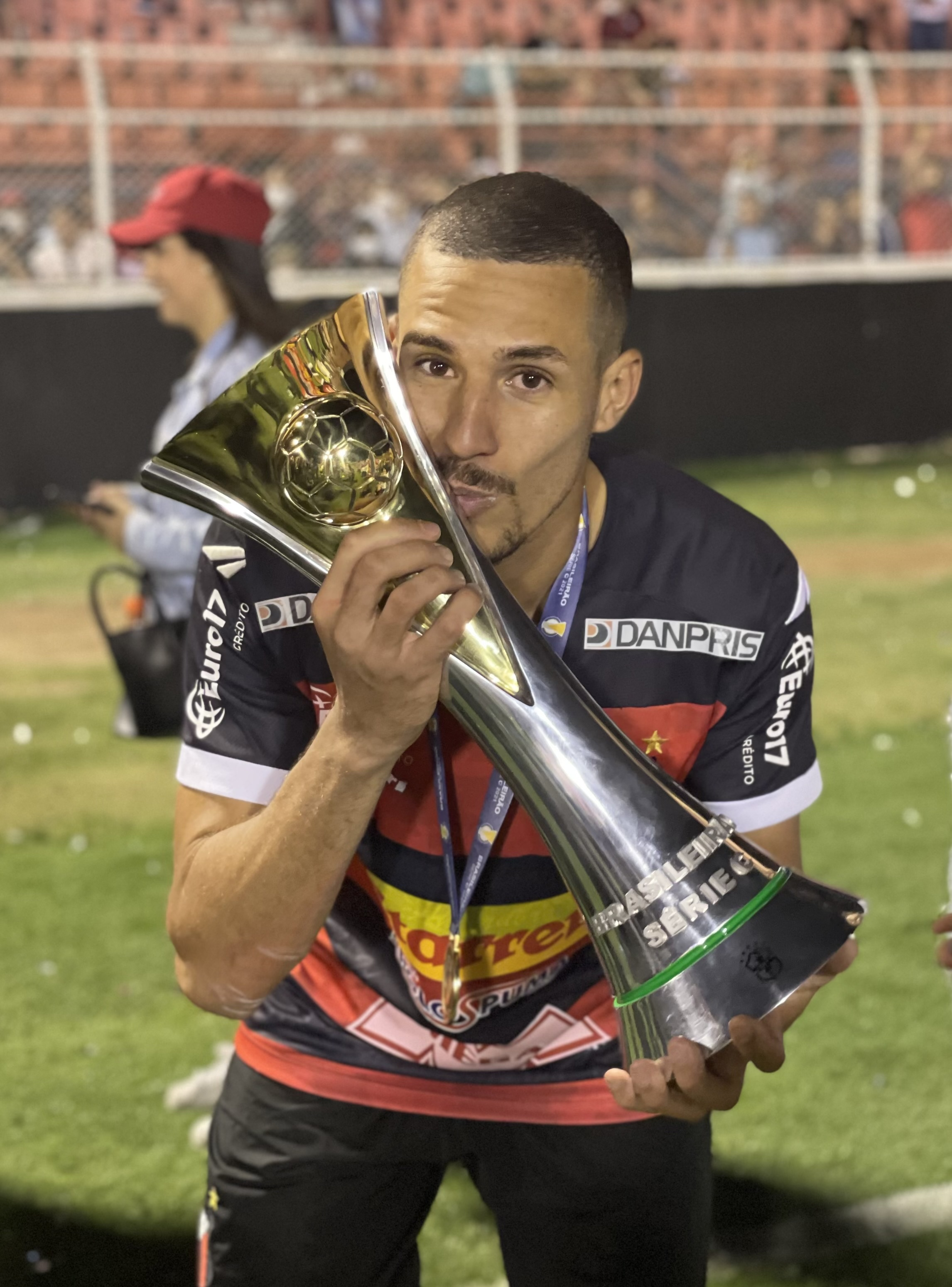
Lateral Mario Sergio beija a taça de campeão da Série C de 2021, vencida pelo Ituano

A primeira edição da história da Série C teve como campeão o Olaria, logo dando início à hegemonia da região Sudeste na competição, que perdura até os dias de hoje, encabeçada principalmente pelas conquistas do estado de São Paulo. Ao todo, são dez títulos para equipes paulistas, quatro para times do estado do Rio de Janeiro e dois para Minas Gerais.[carece de fontes?]
O maior vencedor da terceira divisão é o Vila Nova, que levantou o caneco do torneio por três vezes, em 1996 (de forma invicta), em 2015 e 2020. Rival da equipe vilanovense, o Atlético Goianiense também possui mais de um título da Série C (em 1990 e 2008), assim como o Ituano (campeão em 2003 e 2021). Já o Sampaio Corrêa é mais um time a ser destacado por também ter vencido uma edição de forma invicta, em 1997, e por acumular dois vice-campeonatos.
Ao todo, 30 clubes de 13 federações diferentes já se sagraram campeões da Série C, enquanto outros oito estados apareceram pelo menos uma vez entre os quatro melhores da Terceirona. Já em relação aos municípios, a soberania é de Goiânia, com cinco troféus, enquanto Rio de Janeiro, Belém, Recife e Itu têm dois títulos cada.[carece de fontes?]
| \| Ano \| Campeão \| Placares \| Vice \| 3.º lugar \| 4.º lugar \| Número de participantes \| \| ------------------------------------- \| --------------------------------------------------------- \| --------------------------------------------------------- \| --------------------------------------------------------- \| --------------------------------------------------------- \| --------------------------------------------------------- \| --------------------------------------------------------- \| \| 1981 Detalhes \| Olaria \| 4 – 0 0 – 1 \| Santo Amaro \| Dom Bosco \| Guarani-MG \| 24 \| \| 1982–1987 \| Não disputado \| Não disputado \| Não disputado \| Não disputado \| Não disputado \| Não disputado \| \| 1988 Detalhes \| União São João \| 1 – 1 2 – 2 \| Esportivo de Passos \| Botafogo-PB \| Marcílio Dias \| 43 \| \| 1989 \| Não disputado \| Não disputado \| Não disputado \| Não disputado \| Não disputado \| Não disputado \| \| 1990 Detalhes \| Atlético Goianiense \| 0 – 0 3 – 2 (pen) \| América Mineiro \| Paraná \| América de Natal \| 30 \| \| 1991 \| Não disputado \| Não disputado \| Não disputado \| Não disputado \| Não disputado \| Não disputado \| \| 1992 Detalhes \| Tuna Luso \| 2 – 0 3 – 1 \| Fluminense de Feira \| Nacional-AM \| Matsubara \| 31 \| \| 1993 \| Não disputado (ver Seletiva para Série B de 1994)[nota 1] \| Não disputado (ver Seletiva para Série B de 1994)[nota 1] \| Não disputado (ver Seletiva para Série B de 1994)[nota 1] \| Não disputado (ver Seletiva para Série B de 1994)[nota 1] \| Não disputado (ver Seletiva para Série B de 1994)[nota 1] \| Não disputado (ver Seletiva para Série B de 1994)[nota 1] \| \| 1994 Detalhes \| GE Novorizontino \| 1 – 0 5 – 0 \| Ferroviária \| Uberlândia \| Catuense \| 41 \| \| 1995 Detalhes \| XV de Piracicaba \| 2 – 0 1 – 0 \| Volta Redonda \| Gama \| Atlético Goianiense \| 107 \| \| 1996 Detalhes \| Vila Nova \| 2 – 1 1 – 0 \| Botafogo-SP \| Figueirense \| Porto-PE \| 58 \| \| 1997 Detalhes \| Sampaio Corrêa \| [nota 2] \| Juventus-SP \| Francana \| Tupi \| 64 \| \| 1998 Detalhes \| Avaí \| [nota 2] \| São Caetano \| Anapolina \| Itabaiana \| 66 \| \| 1999 Detalhes \| Fluminense \| [nota 2] \| São Raimundo-AM \| Serra \| Náutico \| 36 \| \| 2000 \| Não disputado (ver Copa João Havelange)[nota 3] \| Não disputado (ver Copa João Havelange)[nota 3] \| Não disputado (ver Copa João Havelange)[nota 3] \| Não disputado (ver Copa João Havelange)[nota 3] \| Não disputado (ver Copa João Havelange)[nota 3] \| Não disputado (ver Copa João Havelange)[nota 3] \| \| 2001 Detalhes \| Etti Jundiaí \| [nota 2] \| Mogi Mirim \| Guarany de Sobral \| Atlético Goianiense \| 65 \| \| 2002 Detalhes \| Brasiliense \| [nota 2] \| Marília \| Ipatinga \| Nacional-AM \| 61 \| \| 2003 Detalhes \| Ituano \| [nota 2] \| Santo André \| Botafogo-PB \| Campinense \| 93 \| \| 2004 Detalhes \| União Barbarense \| [nota 2] \| Gama \| Americano \| Limoeiro \| 60 \| \| 2005 Detalhes \| Remo \| [nota 2] \| América de Natal \| Ipatinga \| Novo Hamburgo \| 63 \| \| 2006 Detalhes \| Criciúma \| [nota 4] \| Vitória \| Ipatinga \| Grêmio Barueri \| 63 \| \| 2007 Detalhes \| Bragantino \| [nota 4] \| Bahia \| Vila Nova \| ABC \| 64 \| \| 2008 Detalhes \| Atlético Goianiense \| [nota 4] \| Guarani \| Campinense \| Duque de Caxias \| 63 \| \| 2009 Detalhes \| América Mineiro \| 3 – 1 1 – 0 \| ASA \| Icasa \| Guaratinguetá \| 20 \| \| 2010 Detalhes \| ABC \| 1 – 0 0 – 0 \| Ituiutaba \| Criciúma \| Salgueiro \| 20 \| \| 2011 Detalhes \| Joinville \| 3 – 1 4 – 0 \| CRB \| Ipatinga \| América de Natal \| 20 \| \| 2012 Detalhes \| Oeste \| 0 – 0 2 – 0 \| Icasa \| Chapecoense \| Paysandu \| 20 \| \| 2013 Detalhes \| Santa Cruz \| 0 – 0 2 – 1 \| Sampaio Corrêa \| Luverdense \| Vila Nova \| 21 \| \| 2014 Detalhes \| Macaé \| 1 – 1 3 – 3 \| Paysandu \| Mogi Mirim \| CRB \| 20 \| \| 2015 Detalhes \| Vila Nova \| 0 – 1 4 – 1 \| Londrina \| Tupi \| Brasil de Pelotas \| 20 \| \| 2016 Detalhes \| Boa Esporte \| 1 – 1 3 – 0 \| Guarani \| ABC \| Juventude \| 20 \| \| 2017 Detalhes \| CSA \| 2 – 1 0 – 0 \| Fortaleza \| São Bento \| Sampaio Corrêa \| 20 \| \| 2018 Detalhes \| Operário-PR \| 3 – 3 1 – 0 \| Cuiabá \| Botafogo-SP \| Bragantino \| 20 \| \| 2019 Detalhes \| Náutico \| 3 – 1 2 – 2 \| Sampaio Corrêa \| Juventude \| Confiança \| 20 \| \| 2020 Detalhes \| Vila Nova \| 5 – 1 3 – 2 \| Remo \| Londrina \| Brusque \| 20 \| \| 2021 Detalhes \| Ituano \| 1 – 1 3 – 0 \| Tombense \| Novorizontino \| Criciúma \| 20 \| \| 2022 Detalhes \| Mirassol \| 0 – 0 2 – 0 \| ABC \| Botafogo-SP \| Vitória \| 20 \| \| 2023 Detalhes \| Amazonas \| 0 – 0 2 – 1 \| Brusque \| Operário-PR \| Paysandu \| 20 \| \| 2024 Detalhes \| Volta Redonda \| 1 – 0 2 – 0 \| Athletic \| Ferroviária \| Remo \| 20 \| \| 2025 Detalhes \| Em disputa \| Em disputa \| Em disputa \| Em disputa \| Em disputa \| 20 \| \| Conquistou o título de forma invicta. \| \| \| \| \| \| \| |                                                   |                                                   |                                                   |                                                   |                                                   |                                                   |
| Ano | Campeão                                           | Placares                                          | Vice                                              | 3.º lugar                                         | 4.º lugar                                         | Número de participantes                           |
| 1981 Detalhes | Olaria                                            | 4 – 0 0 – 1                                       | Santo Amaro                                       | Dom Bosco                                         | Guarani-MG                                        | 24                                                |
| 1982–1987 | Não disputado                                     | Não disputado                                     | Não disputado                                     | Não disputado                                     | Não disputado                                     | Não disputado                                     |
| 1988 Detalhes | União São João                                    | 1 – 1 2 – 2                                       | Esportivo de Passos                               | Botafogo-PB                                       | Marcílio Dias                                     | 43                                                |
| 1989 | Não disputado                                     | Não disputado                                     | Não disputado                                     | Não disputado                                     | Não disputado                                     | Não disputado                                     |
| 1990 Detalhes | Atlético Goianiense                               | 0 – 0 3 – 2 (pen)                                 | América Mineiro                                   | Paraná                                            | América de Natal                                  | 30                                                |
| 1991 | Não disputado                                     | Não disputado                                     | Não disputado                                     | Não disputado                                     | Não disputado                                     | Não disputado                                     |
| 1992 Detalhes | Tuna Luso                                         | 2 – 0 3 – 1                                       | Fluminense de Feira                               | Nacional-AM                                       | Matsubara                                         | 31                                                |
| 1993 | Não disputado (ver Seletiva para Série B de 1994) | Não disputado (ver Seletiva para Série B de 1994) | Não disputado (ver Seletiva para Série B de 1994) | Não disputado (ver Seletiva para Série B de 1994) | Não disputado (ver Seletiva para Série B de 1994) | Não disputado (ver Seletiva para Série B de 1994) |
| 1994 Detalhes | GE Novorizontino                                  | 1 – 0 5 – 0                                       | Ferroviária                                       | Uberlândia                                        | Catuense                                          | 41                                                |
| 1995 Detalhes | XV de Piracicaba                                  | 2 – 0 1 – 0                                       | Volta Redonda                                     | Gama                                              | Atlético Goianiense                               | 107                                               |
| 1996 Detalhes | Vila Nova                                         | 2 – 1 1 – 0                                       | Botafogo-SP                                       | Figueirense                                       | Porto-PE                                          | 58                                                |
| 1997 Detalhes | Sampaio Corrêa                                    | [ nota 2 ]                                        | Juventus-SP                                       | Francana                                          | Tupi                                              | 64                                                |
| 1998 Detalhes | Avaí                                              | [ nota 2 ]                                        | São Caetano                                       | Anapolina                                         | Itabaiana                                         | 66                                                |
| 1999 Detalhes | Fluminense                                        | [ nota 2 ]                                        | São Raimundo-AM                                   | Serra                                             | Náutico                                           | 36                                                |
| 2000 | Não disputado (ver Copa João Havelange)           | Não disputado (ver Copa João Havelange)           | Não disputado (ver Copa João Havelange)           | Não disputado (ver Copa João Havelange)           | Não disputado (ver Copa João Havelange)           | Não disputado (ver Copa João Havelange)           |
| 2001 Detalhes | Etti Jundiaí                                      | [ nota 2 ]                                        | Mogi Mirim                                        | Guarany de Sobral                                 | Atlético Goianiense                               | 65                                                |
| 2002 Detalhes | Brasiliense                                       | [ nota 2 ]                                        | Marília                                           | Ipatinga                                          | Nacional-AM                                       | 61                                                |
| 2003 Detalhes | Ituano                                            | [ nota 2 ]                                        | Santo André                                       | Botafogo-PB                                       | Campinense                                        | 93                                                |
| 2004 Detalhes | União Barbarense                                  | [ nota 2 ]                                        | Gama                                              | Americano                                         | Limoeiro                                          | 60                                                |
| 2005 Detalhes | Remo                                              | [ nota 2 ]                                        | América de Natal                                  | Ipatinga                                          | Novo Hamburgo                                     | 63                                                |
| 2006 Detalhes | Criciúma                                          | [ nota 4 ]                                        | Vitória                                           | Ipatinga                                          | Grêmio Barueri                                    | 63                                                |
| 2007 Detalhes | Bragantino                                        | [ nota 4 ]                                        | Bahia                                             | Vila Nova                                         | ABC                                               | 64                                                |
| 2008 Detalhes | Atlético Goianiense                               | [ nota 4 ]                                        | Guarani                                           | Campinense                                        | Duque de Caxias                                   | 63                                                |
| 2009 Detalhes | América Mineiro                                   | 3 – 1 1 – 0                                       | ASA                                               | Icasa                                             | Guaratinguetá                                     | 20                                                |
| 2010 Detalhes | ABC                                               | 1 – 0 0 – 0                                       | Ituiutaba                                         | Criciúma                                          | Salgueiro                                         | 20                                                |
| 2011 Detalhes | Joinville                                         | 3 – 1 4 – 0                                       | CRB                                               | Ipatinga                                          | América de Natal                                  | 20                                                |
| 2012 Detalhes | Oeste                                             | 0 – 0 2 – 0                                       | Icasa                                             | Chapecoense                                       | Paysandu                                          | 20                                                |
| 2013 Detalhes | Santa Cruz                                        | 0 – 0 2 – 1                                       | Sampaio Corrêa                                    | Luverdense                                        | Vila Nova                                         | 21                                                |
| 2014 Detalhes | Macaé                                             | 1 – 1 3 – 3                                       | Paysandu                                          | Mogi Mirim                                        | CRB                                               | 20                                                |
| 2015 Detalhes | Vila Nova                                         | 0 – 1 4 – 1                                       | Londrina                                          | Tupi                                              | Brasil de Pelotas                                 | 20                                                |
| 2016 Detalhes | Boa Esporte                                       | 1 – 1 3 – 0                                       | Guarani                                           | ABC                                               | Juventude                                         | 20                                                |
| 2017 Detalhes | CSA                                               | 2 – 1 0 – 0                                       | Fortaleza                                         | São Bento                                         | Sampaio Corrêa                                    | 20                                                |
| 2018 Detalhes | Operário-PR                                       | 3 – 3 1 – 0                                       | Cuiabá                                            | Botafogo-SP                                       | Bragantino                                        | 20                                                |
| 2019 Detalhes | Náutico                                           | 3 – 1 2 – 2                                       | Sampaio Corrêa                                    | Juventude                                         | Confiança                                         | 20                                                |
| 2020 Detalhes | Vila Nova                                         | 5 – 1 3 – 2                                       | Remo                                              | Londrina                                          | Brusque                                           | 20                                                |
| 2021 Detalhes | Ituano                                            | 1 – 1 3 – 0                                       | Tombense                                          | Novorizontino                                     | Criciúma                                          | 20                                                |
| 2022 Detalhes | Mirassol                                          | 0 – 0 2 – 0                                       | ABC                                               | Botafogo-SP                                       | Vitória                                           | 20                                                |
| 2023 Detalhes | Amazonas                                          | 0 – 0 2 – 1                                       | Brusque                                           | Operário-PR                                       | Paysandu                                          | 20                                                |
| 2024 Detalhes | Volta Redonda                                     | 1 – 0 2 – 0                                       | Athletic                                          | Ferroviária                                       | Remo                                              | 20                                                |
| 2025 Detalhes | Em disputa                                        | Em disputa                                        | Em disputa                                        | Em disputa                                        | Em disputa                                        | 20                                                |
| Conquistou o título de forma invicta. |                                                   |                                                   |                                                   |                                                   |                                                   |                                                   |

## Resultados

### Por clube

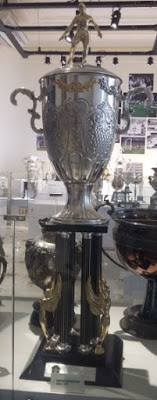
Taça da Série C conquistada pelo Fluminense em 1999

| Clube[carece de fontes?]                                                                                       | Títulos               | Vices           | 3.º lugar                   | 4.º lugar       |
| --- | --------------------- | --------------- | --------------------------- | --------------- |
| Vila Nova | 3 (1996, 2015 e 2020) | 0               | 1 (2007)                    | 1 (2013)        |
| Atlético Goianiense                                                                                            | 2 (1990 e 2008)       | 0               | 0                           | 2 (1995 e 2001) |
| Ituano | 2 (2003 e 2021)       | 0               | 0                           | 0               |
| Sampaio Corrêa                                                                                                 | 1 (1997)              | 2 (2013 e 2019) | 0                           | 1 (2017)        |
| ABC | 1 (2010)              | 1 (2022)        | 1 (2016)                    | 1 (2007)        |
| Remo | 1 (2005)              | 1 (2020)        | 0                           | 1 (2024)        |
| América Mineiro                                                                                                | 1 (2009)              | 1 (1990)        | 0                           | 0               |
| Boa Esporte | 1 (2016)              | 1 (2010)        | 0                           | 0               |
| Volta Redonda                                                                                                  | 1 (2024)              | 1 (1995)        | 0                           | 0               |
| Criciúma | 1 (2006)              | 0               | 1 (2010)                    | 1 (2021)        |
| Operário-PR | 1 (2018)              | 0               | 1 (2023)                    | 0               |
| Red Bull Bragantino                                                                                            | 1 (2007)              | 0               | 0                           | 1 (2018)        |
| Náutico | 1 (2019)              | 0               | 0                           | 1 (1999)        |
| Olaria | 1 (1981)              | 0               | 0                           | 0               |
| União São João                                                                                                 | 1 (1988)              | 0               | 0                           | 0               |
| Tuna Luso | 1 (1992)              | 0               | 0                           | 0               |
| GE Novorizontino                                                                                               | 1 (1994)              | 0               | 0                           | 0               |
| XV de Piracicaba                                                                                               | 1 (1995)              | 0               | 0                           | 0               |
| Avaí | 1 (1998)              | 0               | 0                           | 0               |
| Fluminense | 1 (1999)              | 0               | 0                           | 0               |
| Paulista | 1 (2001)              | 0               | 0                           | 0               |
| Brasiliense | 1 (2002)              | 0               | 0                           | 0               |
| União Barbarense                                                                                               | 1 (2004)              | 0               | 0                           | 0               |
| Joinville | 1 (2011)              | 0               | 0                           | 0               |
| Oeste | 1 (2012)              | 0               | 0                           | 0               |
| Santa Cruz | 1 (2013)              | 0               | 0                           | 0               |
| Macaé | 1 (2014)              | 0               | 0                           | 0               |
| CSA | 1 (2017)              | 0               | 0                           | 0               |
| Mirassol | 1 (2022)              | 0               | 0                           | 0               |
| Amazonas | 1 (2023)              | 0               | 0                           | 0               |
| Guarani | 0                     | 2 (2008 e 2016) | 0                           | 0               |
| Botafogo-SP | 0                     | 1 (1996)        | 2 (2018 e 2022)             | 0               |
| Gama | 0                     | 1 (2004)        | 1 (1995)                    | 0               |
| Icasa | 0                     | 1 (2012)        | 1 (2009)                    | 0               |
| Mogi Mirim | 0                     | 1 (2001)        | 1 (2014)                    | 0               |
| Londrina | 0                     | 1 (2015)        | 1 (2020)                    | 0               |
| Ferroviária | 0                     | 1 (1994)        | 1 (2024)                    | 0               |
| América de Natal                                                                                               | 0                     | 1 (2005)        | 0                           | 2 (1990 e 2011) |
| Paysandu | 0                     | 1 (2014)        | 0                           | 2 (2012 e 2023) |
| CRB | 0                     | 1 (2011)        | 0                           | 1 (2014)        |
| Vitória | 0                     | 1 (2006)        | 0                           | 1 (2022)        |
| Brusque | 0                     | 1 (2023)        | 0                           | 1 (2020)        |
| Manchete | 0                     | 1 (1981)        | 0                           | 0               |
| Esportivo de Passos                                                                                            | 0                     | 1 (1988)        | 0                           | 0               |
| Fluminense de Feira                                                                                            | 0                     | 1 (1992)        | 0                           | 0               |
| Juventus-SP | 0                     | 1 (1997)        | 0                           | 0               |
| São Caetano | 0                     | 1 (1998)        | 0                           | 0               |
| São Raimundo-AM                                                                                                | 0                     | 1 (1999)        | 0                           | 0               |
| Marília | 0                     | 1 (2002)        | 0                           | 0               |
| Santo André | 0                     | 1 (2003)        | 0                           | 0               |
| Bahia | 0                     | 1 (2007)        | 0                           | 0               |
| ASA | 0                     | 1 (2009)        | 0                           | 0               |
| Fortaleza | 0                     | 1 (2017)        | 0                           | 0               |
| Cuiabá | 0                     | 1 (2018)        | 0                           | 0               |
| Tombense | 0                     | 1 (2021)        | 0                           | 0               |
| Athletic | 0                     | 1 (2024)        | 0                           | 0               |
| Ipatinga | 0                     | 0               | 4 (2002, 2005, 2006 e 2011) | 0               |
| Botafogo-PB | 0                     | 0               | 2 (1988 e 2003)             | 0               |
| Nacional-AM | 0                     | 0               | 1 (1992)                    | 1 (2002)        |
| Campinense | 0                     | 0               | 1 (2008)                    | 1 (2003)        |
| Tupi | 0                     | 0               | 1 (2015)                    | 1 (1997)        |
| Juventude | 0                     | 0               | 1 (2019)                    | 1 (2016)        |
| Dom Bosco | 0                     | 0               | 1 (1981)                    | 0               |
| Paraná | 0                     | 0               | 1 (1990)                    | 0               |
| Uberlândia | 0                     | 0               | 1 (1994)                    | 0               |
| Figueirense | 0                     | 0               | 1 (1996)                    | 0               |
| Francana | 0                     | 0               | 1 (1997)                    | 0               |
| Anapolina | 0                     | 0               | 1 (1998)                    | 0               |
| Serra | 0                     | 0               | 1 (1999)                    | 0               |
| Guarany de Sobral                                                                                              | 0                     | 0               | 1 (2001)                    | 0               |
| Americano | 0                     | 0               | 1 (2004)                    | 0               |
| Chapecoense | 0                     | 0               | 1 (2012)                    | 0               |
| Luverdense | 0                     | 0               | 1 (2013)                    | 0               |
| São Bento | 0                     | 0               | 1 (2017)                    | 0               |
| Novorizontino                                                                                                  | 0                     | 0               | 1 (2021)                    | 0               |
| Guarani-MG | 0                     | 0               | 0                           | 1 (1981)        |
| Marcílio Dias                                                                                                  | 0                     | 0               | 0                           | 1 (1988)        |
| Matsubara | 0                     | 0               | 0                           | 1 (1992)        |
| Catuense | 0                     | 0               | 0                           | 1 (1994)        |
| Porto-PE | 0                     | 0               | 0                           | 1 (1996)        |
| Itabaiana | 0                     | 0               | 0                           | 1 (1998)        |
| Limoeiro | 0                     | 0               | 0                           | 1 (2004)        |
| Novo Hamburgo                                                                                                  | 0                     | 0               | 0                           | 1 (2005)        |
| Grêmio Barueri                                                                                                 | 0                     | 0               | 0                           | 1 (2006)        |
| Duque de Caxias                                                                                                | 0                     | 0               | 0                           | 1 (2008)        |
| Guaratinguetá                                                                                                  | 0                     | 0               | 0                           | 1 (2009)        |
| Salgueiro | 0                     | 0               | 0                           | 1 (2010)        |
| Brasil de Pelotas                                                                                              | 0                     | 0               | 0                           | 1 (2015)        |
| Confiança | 0                     | 0               | 0                           | 1 (2019)        |
| Em caso de empate, os clubes estão dispostos em ordem cronológica dos resultados, seguido da ordem alfabética. |                       |                 |                             |                 |

### Por cidade
| Cidade                | Títulos[carece de fontes?] | Equipes                                 |
| --------------------- | -------------------------- | --------------------------------------- |
| Goiânia               | 5                          | Vila Nova (3) e Atlético Goianiense (2) |
| Belém                 | 2                          | Remo (1) e Tuna Luso (1)                |
| Itu                   | 2                          | Ituano (2)                              |
| Recife                | 2                          | Náutico (1) e Santa Cruz (1)            |
| Rio de Janeiro        | 2                          | Fluminense (1) e Olaria (1)             |
| Araras                | 1                          | União São João (1)                      |
| Belo Horizonte        | 1                          | América Mineiro (1)                     |
| Bragança Paulista     | 1                          | Red Bull Bragantino (1)                 |
| Criciúma              | 1                          | Criciúma (1)                            |
| Florianópolis         | 1                          | Avaí (1)                                |
| Itápolis              | 1                          | Oeste (1)                               |
| Joinville             | 1                          | Joinville (1)                           |
| Jundiaí               | 1                          | Paulista (1)                            |
| Macaé                 | 1                          | Macaé (1)                               |
| Maceió                | 1                          | CSA (1)                                 |
| Manaus                | 1                          | Amazonas (1)                            |
| Mirassol              | 1                          | Mirassol (1)                            |
| Natal                 | 1                          | ABC (1)                                 |
| Novo Horizonte        | 1                          | GE Novorizontino (1)                    |
| Piracicaba            | 1                          | XV de Piracicaba (1)                    |
| Ponta Grossa          | 1                          | Operário-PR (1)                         |
| Santa Bárbara d'Oeste | 1                          | União Barbarense (1)                    |
| São Luís              | 1                          | Sampaio Corrêa (1)                      |
| Taguatinga            | 1                          | Brasiliense (1)                         |
| Varginha              | 1                          | Boa Esporte (1)                         |
| Volta Redonda         | 1                          | Volta Redonda (1)                       |

### Por federação
| Estado              | Títulos | Vices | 3º lugar | 4º lugar |
| ------------------- | ------- | ----- | -------- | -------- |
| São Paulo           | 10      | 9     | 7        | 3        |
| Goiás               | 5       | 0     | 2        | 3        |
| Rio de Janeiro      | 4       | 1     | 1        | 1        |
| Santa Catarina      | 3       | 1     | 3        | 3        |
| Minas Gerais        | 2       | 5     | 6        | 2        |
| Pará                | 2       | 2     | 0        | 3        |
| Pernambuco          | 2       | 1     | 0        | 3        |
| Rio Grande do Norte | 1       | 2     | 1        | 3        |
| Alagoas             | 1       | 2     | 0        | 1        |
| Maranhão            | 1       | 2     | 0        | 1        |
| Paraná              | 1       | 1     | 3        | 1        |
| Amazonas            | 1       | 1     | 1        | 1        |
| Distrito Federal    | 1       | 1     | 1        | 0        |
| Bahia               | 0       | 3     | 0        | 2        |
| Ceará               | 0       | 2     | 2        | 1        |
| Mato Grosso         | 0       | 1     | 2        | 0        |
| Paraíba             | 0       | 0     | 3        | 1        |
| Rio Grande do Sul   | 0       | 0     | 1        | 3        |
| Espírito Santo      | 0       | 0     | 1        | 0        |
| Sergipe             | 0       | 0     | 0        | 2        |

### Por região
| Região[carece de fontes?] | Títulos | Vices | 3º lugar | 4º lugar |
| ------------------------- | ------- | ----- | -------- | -------- |
| Sudeste                   | 16      | 15    | 15       | 6        |
| Centro-Oeste              | 6       | 2     | 5        | 3        |
| Nordeste                  | 5       | 12    | 6        | 14       |
| Sul                       | 4       | 2     | 7        | 7        |
| Norte                     | 3       | 3     | 1        | 4        |

## Promoção e rebaixamento

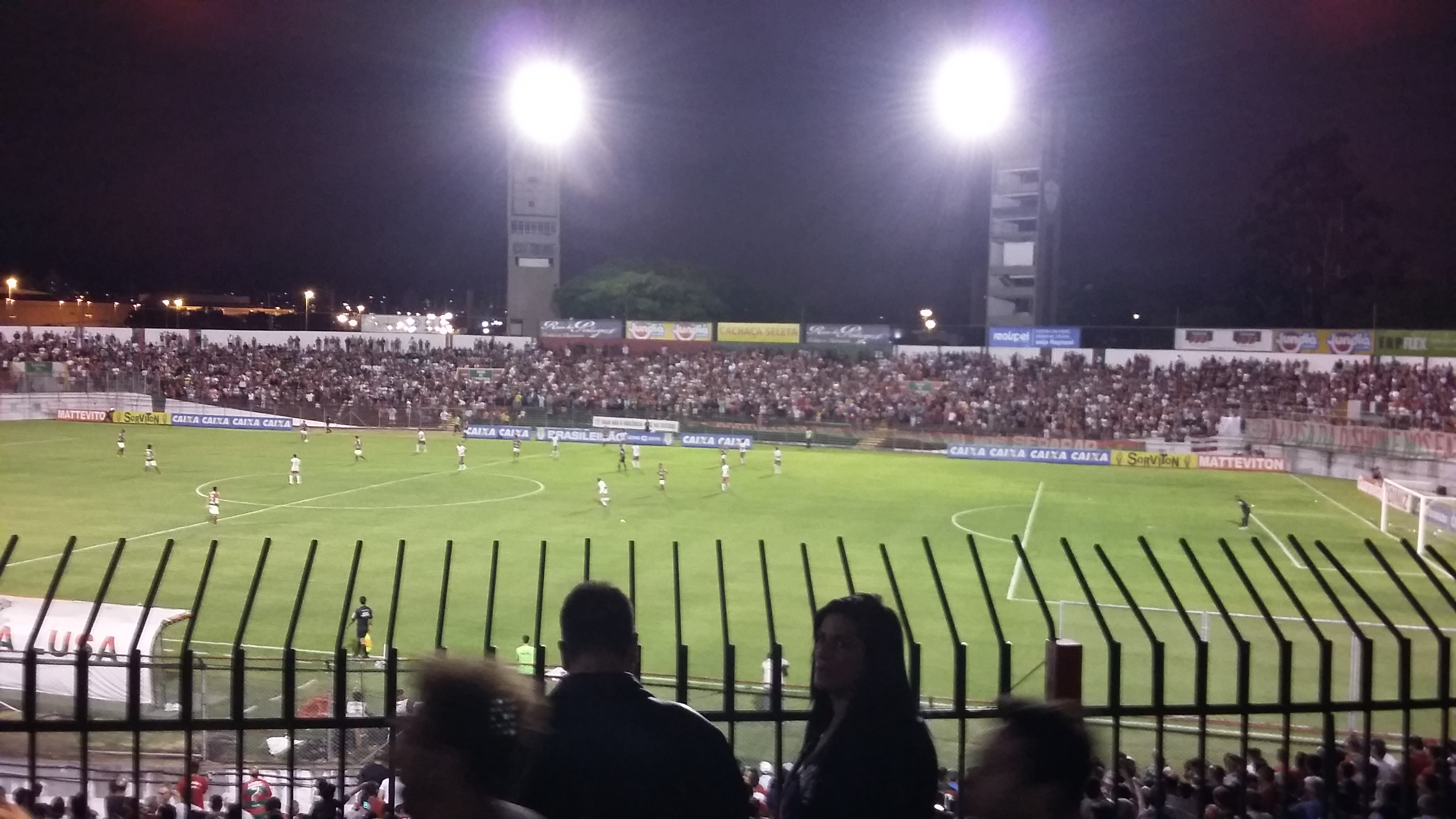
Duelo entre Portuguesa e Vila Nova no Estádio do Canindé, pela Série C de 2015: jogo garantiu mais um acesso do time goiano para a Série B

O dispositivo de acesso e descenso demorou a ser consolidado na terceira divisão do futebol brasileiro. Além dos diversos regulamentos em cada temporada, questões extracampo por muito tempo também influenciaram na lógica de promoção e rebaixamento entre as Séries B e C, desde desistências de equipes por problemas financeiros, pedidos de licenciamento, punições até viradas de mesa e a falta de continuidade da última divisão.
Somente a partir de 2006, quando a Segundona passou a ser disputada em pontos corridos, estabeleceu-se o modelo existente até os dias de hoje: a cada temporada, quatro equipes são rebaixadas da Série B para a Série C, enquanto outros quatro clubes sobem da terceira para a segunda divisão. No atual formato, 12 equipes permanecem na Série C de um ano para o outro; quatro são oriundas da Série B do ano anterior, que foram rebaixadas; e outras quatro egressas da Série D do ano anterior, que conquistaram o acesso.[carece de fontes?]
Maior campeão da Terceirona, o Vila Nova é o time com mais acessos para a Série B: além dos anos em que ficou com o troféu, o Tigre também subiu de divisão em 2007 e 2013. Quem também contabiliza cinco acessos da Série C para a Série B é o ABC: a equipe potiguar foi promovida em 1995, 2007, 2010, 2016 e 2022. Por outro lado, o clube tem o maior número de rebaixamentos para a Série C, somando cinco descensos.
Em relação às unidades federativas e regiões do Brasil, o estado de São Paulo contabiliza, disparado, o maior número de acessos e de rebaixamentos na história da competição, o que faz com que o Sudeste também lidere o ranking por região. O estado também é o primeiro na história a ter três clubes rebaixados para a Série C na era dos pontos corridos, com os descensos de Guarani, Ituano e Ponte Preta na edição de 2024. Antes disso, São Paulo já havia tido três equipes rebaixadas no mesmo ano em 2002 e o Rio de Janeiro teve três clubes rebaixados em 1998.
| Ano | Rebaixados da Série B                                                              |                                                                       | Promovidos para a Série B |
| 1981 | —                                                                                  | Olaria                                                                |                           |
| 1988 | Pelotas Rio Branco-ES Treze Uberlândia                                             | —                                                                     |                           |
| 1990 | Americano Anapolina Coritiba Treze                                                 | —                                                                     |                           |
| 1992 | Operário VG Taguatinga                                                             | —                                                                     |                           |
| 1994 | Fortaleza Tiradentes-DF                                                            | Ferroviária GE Novorizontino                                          |                           |
| 1995 | Democrata GV Ponte Preta                                                           | XV de Piracicaba Volta Redonda ABC Atlético Goianiense Gama Joinville |                           |
| 1996 | Central Goiatuba Sergipe                                                           | Botafogo-SP Vila Nova                                                 |                           |
| 1997 | Central Goiatuba Mogi Mirim Moto Club Sergipe                                      | Juventus-SP Sampaio Corrêa                                            |                           |
| 1998 | Americano Atlético Goianiense Fluminense Juventus-SP Náutico Volta Redonda         | Avaí São Caetano                                                      |                           |
| 1999 | América de Natal Criciúma Desportiva Ferroviária Paysandu Tuna Luso União São João | Fluminense São Raimundo-AM                                            |                           |
| 2001 | ABC Desportiva Ferroviária Nacional-AM Sergipe Serra Tuna Luso                     | Etti Jundiaí Mogi Mirim Guarany de Sobral                             |                           |
| 2002 | Americano Botafogo-SP Bragantino Guarany de Sobral Sampaio Corrêa XV de Piracicaba | Brasiliense Marília                                                   |                           |
| 2003 | Gama União São João                                                                | Ituano Santo André                                                    |                           |
| 2004 | América de Natal América Mineiro Joinville Londrina Mogi Mirim Remo                | Gama União Barbarense                                                 |                           |
| 2005 | Anapolina Bahia Caxias Criciúma União Barbarense Vitória                           | América de Natal Remo                                                 |                           |
| 2006 | Guarani Paysandu São Raimundo-AM Vila Nova                                         | Criciúma Grêmio Barueri Ipatinga Vitória                              |                           |
| 2007 | Ituano Paulista Remo Santa Cruz                                                    | ABC Bahia Bragantino Vila Nova                                        |                           |
| 2008 | CRB Criciúma Gama Marília                                                          | Atlético Goianiense Campinense Duque de Caxias Guarani                |                           |
| 2009 | ABC Campinense Fortaleza Juventude                                                 | América Mineiro ASA Guaratinguetá Icasa                               |                           |
| 2010 | América de Natal Brasiliense Ipatinga Santo André                                  | ABC Criciúma Ituiutaba Salgueiro                                      |                           |
| 2011 | Duque de Caxias Icasa Salgueiro Vila Nova                                          | América de Natal CRB Ipatinga Joinville                               |                           |
| 2012 | CRB Grêmio Barueri Guarani Ipatinga                                                | Chapecoense Icasa Oeste Paysandu                                      |                           |
| 2013 | ASA Guaratinguetá Paysandu São Caetano                                             | Luverdense Sampaio Corrêa Santa Cruz Vila Nova                        |                           |
| 2014 | América de Natal Icasa Portuguesa Vila Nova                                        | CRB Macaé Mogi Mirim Paysandu                                         |                           |
| 2015 | ABC Boa Esporte Macaé Mogi Mirim                                                   | Brasil de Pelotas Londrina Tupi Vila Nova                             |                           |
| 2016 | Bragantino Joinville Sampaio Corrêa Tupi                                           | ABC Boa Esporte Guarani Juventude                                     |                           |
| 2017 | ABC Luverdense Náutico Santa Cruz                                                  | CSA Fortaleza Sampaio Corrêa São Bento                                |                           |
| 2018 | Boa Esporte Juventude Paysandu Sampaio Corrêa                                      | Botafogo-SP Bragantino Cuiabá Operário-PR                             |                           |
| 2019 | Criciúma Londrina São Bento Vila Nova                                              | Confiança Juventude Náutico Sampaio Corrêa                            |                           |
| 2020 | Botafogo-SP Figueirense Oeste Paraná                                               | Brusque Londrina Remo Vila Nova                                       |                           |
| 2021 | Brasil de Pelotas Confiança Remo Vitória                                           | Criciúma Ituano Novorizontino Tombense                                |                           |
| 2022 | Brusque CSA Náutico Operário-PR                                                    | ABC Botafogo-SP Mirassol Vitória                                      |                           |
| 2023 | ABC Londrina Sampaio Corrêa Tombense                                               | Amazonas Brusque Operário-PR Paysandu                                 |                           |
| 2024 | Brusque Guarani Ituano Ponte Preta                                                 | Athletic Ferroviária Remo Volta Redonda                               |                           |
| Os rebaixados e promovidos por ano estão dispostos em ordem alfabética e não pela ordem de classificação, a não ser em casos extracampo. Nomes riscados denotam que o rebaixamento ou o acesso foi cancelado. |                                                                                    |                                                                       |                           |

### Por federação
Na tabela abaixo são considerados apenas os acessos e rebaixamentos que efetivamente aconteceram entre as Séries B e C.
| Unidade federativa  | P  | R  |
| ------------------- | -- | -- |
| São Paulo           | 27 | 26 |
| Santa Catarina      | 9  | 8  |
| Minas Gerais        | 8  | 8  |
| Goiás               | 7  | 7  |
| Rio Grande do Norte | 7  | 8  |
| Pará                | 6  | 8  |
| Alagoas             | 4  | 4  |
| Ceará               | 4  | 5  |
| Maranhão            | 4  | 5  |
| Paraná              | 4  | 5  |
| Rio de Janeiro      | 4  | 6  |
| Bahia               | 3  | 3  |
| Distrito Federal    | 3  | 4  |
| Rio Grande do Sul   | 3  | 4  |
| Pernambuco          | 3  | 7  |
| Mato Grosso         | 2  | 1  |
| Amazonas            | 2  | 2  |
| Paraíba             | 1  | 1  |
| Sergipe             | 1  | 3  |
| Espírito Santo      | 0  | 2  |

## Participações
Por muitos anos como a última divisão do futebol brasileiro, a Série C já contou com a participação de 369 equipes ao longo de sua trajetória, considerando também os módulos verde e branco da Copa João Havelange. Sem considerar o ano de 2000, o Confiança é o recordista de participações no torneio, tendo disputado a Terceirona em 22 edições. Levando em conta apenas as edições no formato atual, disputado com 20 clubes a partir de 2009, o Botafogo-PB ocupa o primeiro posto, com 11 participações.[carece de fontes?]
Apenas três equipes que já foram campeãs da Série A amargam participações na Série C. Atualmente tetracampeão brasileiro, o Fluminense chegou à terceira divisão após ser rebaixado na Série B de 1998, conquistando o troféu em 1999. Bicampeão da Série A, o Bahia foi rebaixado para a terceira divisão em 2005, permanecendo dois anos no torneio até conquistar o acesso em 2007. Já o Guarani, campeão brasileiro em 1978, disputou a Série C em seis ocasiões: em 2007 e 2008 e, posteriormente, entre 2013 e 2016. Em relação às equipes campeãs da Série B, ao todo 24 contabilizam passagens pela terceira divisão.[carece de fontes?]

### Participações totais
A seguir, os clubes que mais participaram da Série C do Campeonato Brasileiro (de 1981 a 2025):[carece de fontes?]
Em negrito os participantes da edição de 2025.
| Clubes                                                                                                | Participações | Temporadas                                                                      | Títulos | P | R |
| --- | ------------- | ------------------------------------------------------------------------------- | ------- | - | - |
| Confiança                                                                                             | 23            | 1988, 1994–1998, 2001–2004, 2006–2009, 2015–2019 e 2022–2025                    | 0       | 1 | 1 |
| Botafogo-PB                                                                                           | 21            | 1988, 1994–1995, 1998–1999, 2001–2003, 2006 e 2014–2025                         | 0       | – | – |
| Caxias                                                                                                | 18            | 1990, 1995–1999, 2006–2015 e 2024–2025                                          | 0       | – | 1 |
| Ferroviário                                                                                           | 17            | 1988, 1992, 1995–1998, 2001–2006, 2019–2022 e 2024                              | 0       | – | 2 |
| Tupi                                                                                                  | 16            | 1988, 1994, 1996–1998, 2001–2004, 2007–2008, 2012, 2014–2015 e 2017–2018        | 0       | 1 | 2 |
| Volta Redonda                                                                                         | 16            | 1988, 1995, 1999, 2001–2003, 2005, 2007 e 2017–2024                             | 1       | 2 | – |
| CSA                                                                                                   | 16            | 1990, 1994–1999, 2001–2003, 2006, 2008, 2017 e 2023–2025                        | 1       | 1 | – |
| Brasil de Pelotas                                                                                     | 15            | 1995–1999, 2001–2003, 2006, 2008–2011, 2015 e 2022                              | 0       | 1 | 2 |
| Fortaleza                                                                                             | 14            | 1990, 1995–1999 e 2010–2017                                                     | 0       | 1 | – |
| Treze                                                                                                 | 14            | 1992, 1998, 2001–2006, 2008, 2012–2014 e 2019–2020                              | 0       | – | 2 |
| ABC                                                                                                   | 14            | 1988, 1994–1995, 2002–2003, 2005, 2007, 2010, 2016, 2018–2019, 2022 e 2024–2025 | 1       | 5 | 1 |
| Paysandu                                                                                              | 13            | 1990, 2007–2012, 2014 e 2019–2023                                               | 0       | 3 | – |
| Sampaio Corrêa                                                                                        | 13            | 1992, 1995–1997, 2003–2004, 2007–2009, 2013, 2017, 2019 e 2024                  | 1       | 4 | 2 |
| Figueirense                                                                                           | 13            | 1981, 1988, 1994–1999 e 2021–2025                                               | 0       | – | – |
| Madureira                                                                                             | 12            | 1981, 1998, 2001, 2005–2008 e 2011–2015                                         | 0       | – | 1 |
| ASA                                                                                                   | 12            | 1992, 1997, 2001, 2003, 2005, 2007–2009 e 2014–2017                             | 0       | 1 | 1 |
| Em caso de igualdade na quantidade, os clubes estão dispostos em ordem cronológica das participações. |               |                                                                                 |         |   |   |

### Participações na Série C desde 2009
A seguir, os clubes que mais participaram da Série C do Campeonato Brasileiro desde 2009, quando passou a contar com 20 times. Participantes da edição de 2025 foram destacados em negrito.
| Clubes                                                                                                | Participações | Temporadas                  |
| --- | ------------- | --------------------------- |
| Botafogo-PB                                                                                           | 12            | 2014–2025                   |
| Paysandu                                                                                              | 10            | 2009–2012, 2014 e 2019–2023 |
| Confiança                                                                                             | 10            | 2009, 2015–2019 e 2022–2025 |
| Ypiranga de Erechim                                                                                   | 10            | 2016–2025                   |
| Caxias                                                                                                | 9             | 2009–2015 e 2024–2025       |
| Tombense                                                                                              | 9             | 2015–2021 e 2024–2025       |
| Fortaleza                                                                                             | 8             | 2010–2017                   |
| Salgueiro                                                                                             | 8             | 2009–2010, 2012 e 2014–2018 |
| Remo                                                                                                  | 8             | 2016–2020 e 2022–2024       |
| Volta Redonda                                                                                         | 8             | 2017–2024                   |
| Em caso de igualdade na quantidade, os clubes estão dispostos em ordem cronológica das participações. |               |                             |

### Campeões daSérie Aque participaram da Série C
Em negrito, os participantes da edição de 2025. Em itálico, ano em que o clube em questão foi o campeão da Série C.
| Clube campeão da Série A                                                                              | Participações na Série C                      |
| --- | --------------------------------------------- |
| Guarani                                                                                               | 7 (2007, 2008, 2013, 2014, 2015, 2016 e 2025) |
| Bahia                                                                                                 | 2 (2006 e 2007)                               |
| Fluminense                                                                                            | 1 (1999)                                      |
| Em caso de igualdade na quantidade, os clubes estão dispostos em ordem cronológica das participações. |                                               |

### Campeões daSérie Bque participaram da Série C
Em negrito os participantes da edição de 2025. Em itálico, ano em que o clube em questão foi o campeão da Série C.[carece de fontes?]
| Clube campeão da Série B                                                                              | Participações na Série C                                                                 |
| --- | ---------------------------------------------------------------------------------------- |
| Fortaleza                                                                                             | 14 (1990, 1995, 1996, 1997, 1998, 1999, 2010, 2011, 2012, 2013, 2014, 2015, 2016 e 2017) |
| Paysandu                                                                                              | 13 (1990, 2007, 2008, 2009, 2010, 2011, 2012, 2014, 2019, 2020, 2021, 2022 e 2023)       |
| Sampaio Corrêa                                                                                        | 13 (1992, 1995, 1996, 1997, 2003, 2004, 2007, 2008, 2009, 2013, 2017, 2019 e 2024)       |
| Villa Nova                                                                                            | 11 (1994, 1995, 1997, 1998, 1999, 2001, 2002, 2003, 2004, 2005 e 2007)                   |
| Atlético Goianiense                                                                                   | 11 (1990, 1992, 1994, 1995, 1999, 2001, 2002, 2003, 2006, 2007 e 2008)                   |
| Chapecoense                                                                                           | 9 (1992, 1995, 1996, 1997, 1998, 2007, 2010, 2011 e 2012)                                |
| Joinville                                                                                             | 8 (1994, 1995, 2005, 2006, 2007, 2011, 2017 e 2018)                                      |
| Uberlândia                                                                                            | 7 (1994, 1995, 1996, 1997, 2001, 2002 e 2003)                                            |
| Guarani                                                                                               | 7 (2007, 2008, 2013, 2014, 2015, 2016 e 2025)                                            |
| Juventus-SP                                                                                           | 6 (1994, 1996, 1997, 1999, 2006 e 2007)                                                  |
| Tuna Luso                                                                                             | 6 (1992, 2002, 2003, 2004, 2006 e 2007)                                                  |
| Campo Grande                                                                                          | 5 (1990, 1994, 1995, 1997 e 1998)                                                        |
| América Mineiro                                                                                       | 5 (1990, 2005, 2006, 2008 e 2009)                                                        |
| Gama                                                                                                  | 5 (1990, 1995, 2004, 2009 e 2010)                                                        |
| Brasiliense                                                                                           | 5 (2001, 2002, 2011, 2012 e 2013)                                                        |
| Juventude                                                                                             | 5 (2010, 2014, 2015, 2016 e 2019)                                                        |
| Criciúma                                                                                              | 5 (2006, 2009, 2010, 2020 e 2021)                                                        |
| Londrina                                                                                              | 5 (2005, 2015, 2020, 2024 e 2025)                                                        |
| Inter de Limeira                                                                                      | 4 (1995, 1997, 2002 e 2003)                                                              |
| Red Bull Bragantino                                                                                   | 4 (2003, 2007, 2017 e 2018)                                                              |
| União São João                                                                                        | 3 (1988, 2004 e 2005)                                                                    |
| Portuguesa                                                                                            | 2 (2015 e 2016)                                                                          |
| Paraná                                                                                                | 2 (1990 e 2021)                                                                          |
| Vitória                                                                                               | 2 (2006 e 2022)                                                                          |
| Em caso de igualdade na quantidade, os clubes estão dispostos em ordem cronológica das participações. |                                                                                          |

## Técnicos campeões

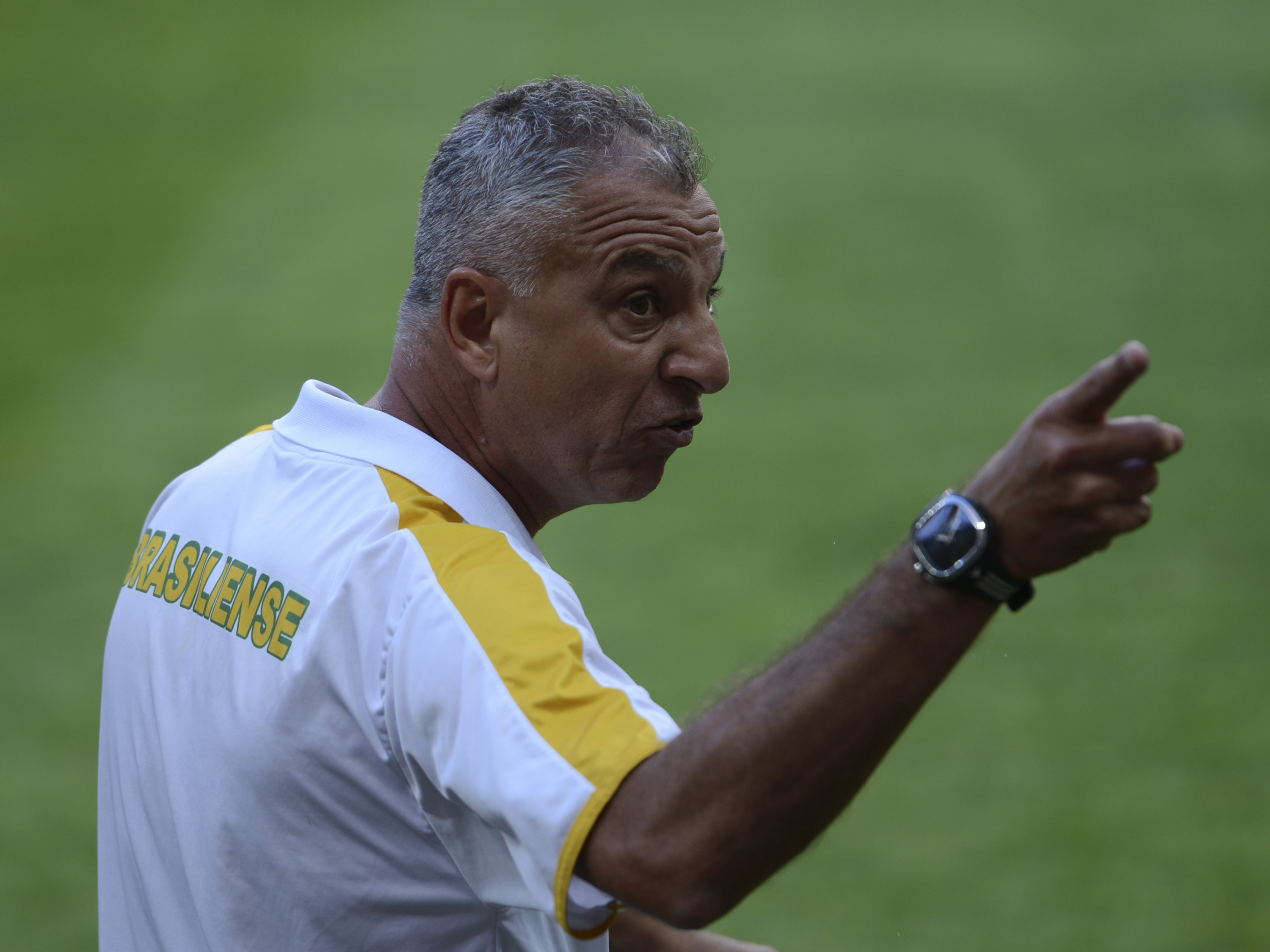
Márcio Fernandes venceu a Série C duas vezes como treinador, ambas com o Vila Nova

Desde que começou a ser disputada, a Série C foi conquistada por diversos técnicos, mas apenas dois deles conseguiram repetir o feito. O primeiro foi o alagoano Roberval Davino, que venceu a Terceirona de forma invicta com o Vila Nova em 1996, e depois sagrou-se campeão com o Remo, em 2005. Já Márcio Fernandes é bicampeão com o Vila Nova, como comandante responsável pelas taças de 2015 e 2020.
Com diversas passagens pela Seleção Brasileira, vencedor da Copa do Mundo de 1994, Carlos Alberto Parreira é o único da lista a ter conquistado também a Série A: campeão em 1999 com o Fluminense, antes o treinador conquistara a primeira divisão com o Tricolor, em 1984. Outro técnico da relação de campeões da Série C que comandou uma Seleção Brasileira foi Oswaldo Alvarez, o Vadão, que treinou a equipe feminina do Brasil em duas passagens, entre 2014 e 2019.
Já Zé Duarte e Givanildo Oliveira somam títulos na Série C e também na Série B: antes de ser campeão nacional com o União São João, Duarte conquistara a Segundona com o Guarani em 1981; já Givanildo venceu as Séries B de 1997 e de 2001 (por América Mineiro e Paysandu) antes de vencer a Série C com a equipe mineira em 2009.
Outros treinadores vencedores de mais de uma divisão do futebol brasileiro são Marcelo Veiga, Flávio Araújo e Gerson Gusmão, que além da Série C possuem também títulos na Série D.
| Ano  | Equipe              | Treinador               | Ref.    |
| ---- | ------------------- | ----------------------- | ------- |
| 1981 | Olaria              | Duque                   | [ 97 ]  |
| 1988 | União São João      | Zé Duarte               | [ 98 ]  |
| 1990 | Atlético Goianiense | Homero Cavalheiro       | [ 99 ]  |
| 1992 | Tuna Luso           | Nélio Pereira           | [ 100 ] |
| 1994 | GE Novorizontino    | José Teixeira           | [ 101 ] |
| 1995 | XV de Piracicaba    | Vadão                   | [ 102 ] |
| 1996 | Vila Nova           | Roberval Davino         | [ 103 ] |
| 1997 | Sampaio Corrêa      | Pinho                   | [ 104 ] |
| 1998 | Avaí                | Roberto Cavalo          | [ 105 ] |
| 1999 | Fluminense          | Carlos Alberto Parreira | [ 106 ] |
| 2001 | Etti Jundiaí        | Giba                    | [ 107 ] |
| 2002 | Brasiliense         | Gérson Andreotti        | [ 108 ] |
| 2003 | Ituano              | Ruy Scarpino            | [ 109 ] |
| 2004 | União Barbarense    | Sérgio Farias           | [ 110 ] |
| 2005 | Remo                | Roberval Davino         | [ 111 ] |
| 2006 | Criciúma            | Guilherme Macuglia      | [ 112 ] |
| 2007 | Bragantino          | Marcelo Veiga           | [ 113 ] |

| Ano  | Equipe              | Treinador           | Ref.    |
| ---- | ------------------- | ------------------- | ------- |
| 2008 | Atlético Goianiense | Mauro Fernandes     | [ 114 ] |
| 2009 | América Mineiro     | Givanildo Oliveira  | [ 92 ]  |
| 2010 | ABC                 | Leandro Campos      | [ 115 ] |
| 2011 | Joinville           | Arturzinho          | [ 116 ] |
| 2012 | Oeste               | Luís Carlos Martins | [ 117 ] |
| 2013 | Santa Cruz          | Vica                | [ 118 ] |
| 2014 | Macaé               | Josué Teixeira      | [ 119 ] |
| 2015 | Vila Nova           | Márcio Fernandes    | [ 88 ]  |
| 2016 | Boa Esporte         | Ney da Matta        | [ 120 ] |
| 2017 | CSA                 | Flávio Araújo       | [ 121 ] |
| 2018 | Operário-PR         | Gerson Gusmão       | [ 122 ] |
| 2019 | Náutico             | Gilmar Dal Pozzo    | [ 123 ] |
| 2020 | Vila Nova           | Márcio Fernandes    | [ 88 ]  |
| 2021 | Ituano              | Mazola Júnior       | [ 124 ] |
| 2022 | Mirassol            | Ricardo Catalá      | [ 125 ] |
| 2023 | Amazonas            | Luizinho Vieira     | [ 126 ] |
| 2024 | Volta Redonda       | Rogério Corrêa      | [ 127 ] |

## Artilharia e goleadas

### Artilheiros

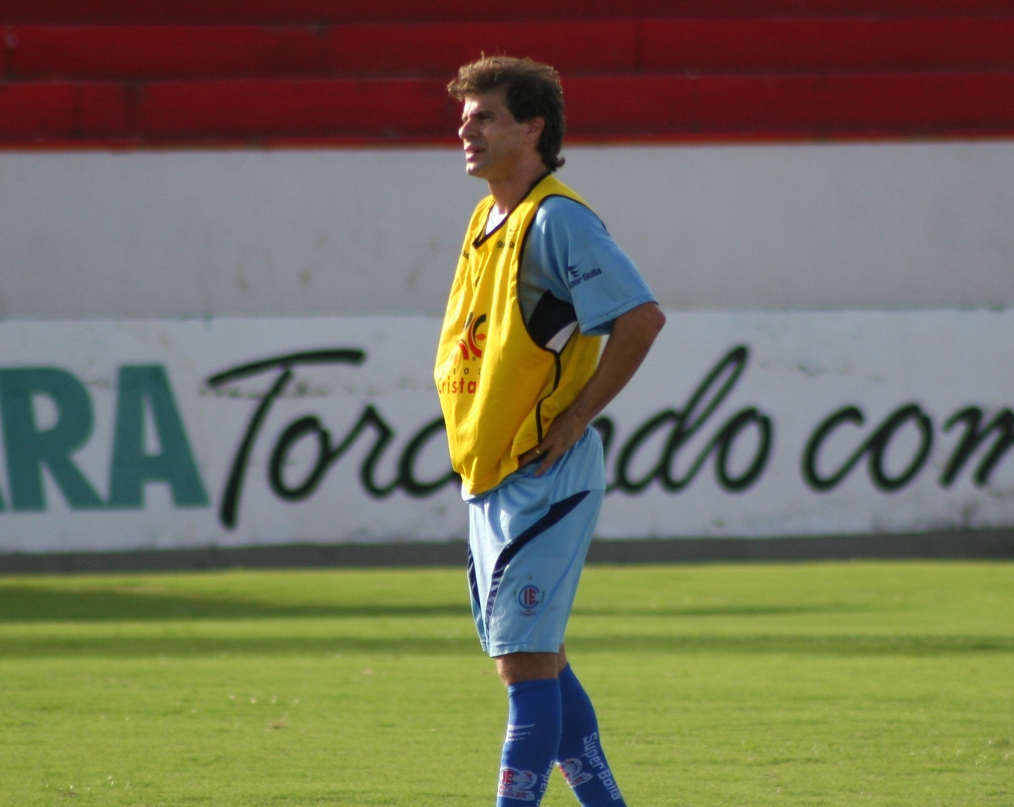
Túlio balançou as redes 27 vezes na Série C de 2007, pelo Vila Nova, e é até hoje o maior artilheiro de uma única edição da competição

Ao todo, 41 jogadores já se consagraram como artilheiros de uma edição da Série C. O maior goleador em uma única temporada é Túlio Maravilha, que marcou 27 gols em 29 partidas pelo Vila Nova na terceira divisão de 2007. O atacante já havia sido o artilheiro da Terceirona em 2002, quando anotou 11 gols e dividiu o posto com Wellington Dias, seu companheiro na campanha do título do Brasiliense. Além de Túlio, somente mais um jogador foi artilheiro da Série C em mais de uma temporada: por duas vezes, Marciano ficou no topo da lista de goleadores, ambas por equipes cearenses, com o Limoeiro, em 2004, e com o Icasa, em 2009.
A CBF não reconhece oficialmente a artilharia em duas edições da Série C, em 1988 e 1994. No entanto, o site Bola na Área lista Kel, do União São João, como maior goleador de 1988 (com 9 gols) e Rogerinho, do Caldas, como artilheiro de 1994 (com 5 gols). Já Murilo, da Tuna Luso, por vezes é mencionado como artilheiro da terceira divisão em 2000, porém não entra na listagem, uma vez que a CBF não considera os módulos verde e branco da Copa João Havelange como uma edição do torneio.
Assim, as equipes que mais vezes tiveram o artilheiro da terceira divisão são Brasiliense e Atlético Goianiense: além de Túlio e Wellington Dias, o clube do Distrito Federal também teve Edmilson como goleador em 2001; o time goiano, por sua vez, acumula os artilheiros Júlio César (em 1990), Rodrigo Ayres (em 2001) e Marcão (em 2008).
A lista abaixo contempla os artilheiros de cada edição da Série C:

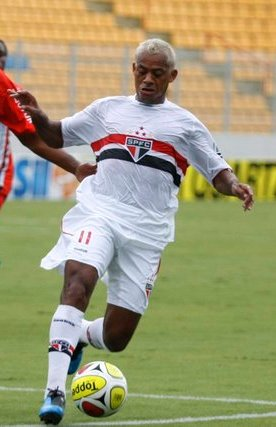
Marcelinho Paraíba foi o maior goleador da Terceirona em 1996, pelo Rio Branco-SP

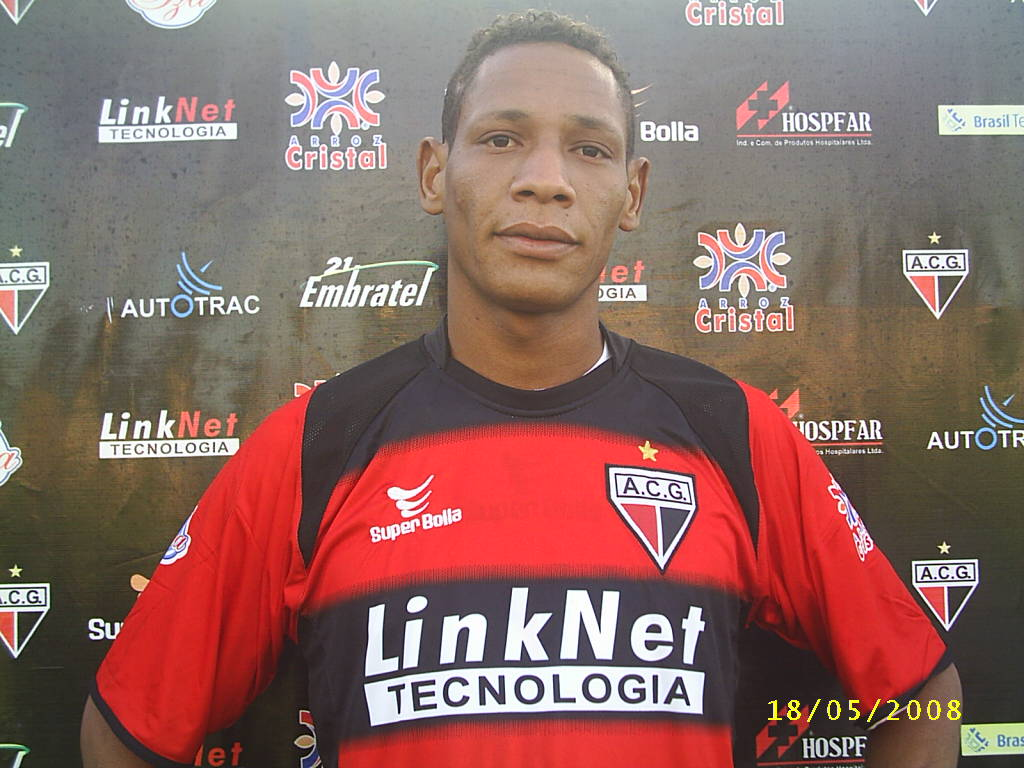
Marcão foi o terceiro artilheiro do Atlético Goianiense em edições de Série C, convertendo 25 gols em 2008

Sassá é o maior goleador de uma única edição da Série C desde que a competição passou a contar com 20 equipes

| Ano  | Artilheiro(s)      | Clube(s)            | Gols            |
| ---- | ------------------ | ------------------- | --------------- |
| 1981 | Müller             | São Borja           | 5               |
| 1981 | Fabinho            | Santo Amaro         | 5               |
| 1988 | Não reconhecido    | Não reconhecido     | Não reconhecido |
| 1990 | Júlio César        | Atlético Goianiense | 10              |
| 1992 | Jorge Veras        | Ferroviário         | 9               |
| 1994 | Não reconhecido    | Não reconhecido     | Não reconhecido |
| 1995 | Serginho           | XV de Piracicaba    | 6               |
| 1996 | Marcelinho Paraíba | Rio Branco-SP       | 16              |
| 1997 | Marcelo Baron      | Sampaio Corrêa      | 9               |
| 1998 | Kléber Pereira     | Moto Club           | 25              |
| 1999 | Aldrovani          | Figueirense         | 13              |
| 2001 | Edmilson           | Brasiliense         | 14              |
| 2001 | Jean Carlos        | Etti Jundiaí        | 14              |
| 2001 | Rodrigo Ayres      | Atlético Goianiense | 14              |
| 2002 | Wellington Dias    | Brasiliense         | 11              |
| 2002 | Túlio Maravilha    | Brasiliense         | 11              |
| 2003 | Nilson Sergipano   | Botafogo-PB         | 11              |
| 2004 | Carlos Frontini    | União Barbarense    | 10              |
| 2004 | Marciano           | Limoeiro            | 10              |
| 2004 | Victor             | Gama                | 10              |
| 2005 | Paulinho Marília   | América de Natal    | 10              |
| 2006 | Sorato             | Bahia               | 16              |
| 2007 | Túlio Maravilha    | Vila Nova           | 27              |
| 2008 | Marcão             | Atlético Goianiense | 25              |
| 2009 | Marciano           | Icasa               | 8               |
| 2009 | Nena               | ASA                 | 8               |
| 2010 | Bruno Rangel       | Paysandu            | 8               |
| 2011 | Ronaldo Capixaba   | Joinville           | 11              |
| 2012 | Dênis Marques      | Santa Cruz          | 11              |
| 2013 | Assisinho          | Fortaleza           | 12              |
| 2014 | Ytalo              | Guaratinguetá       | 12              |
| 2015 | Guilherme Queiróz  | Portuguesa          | 12              |
| 2016 | Jones Carioca      | ABC                 | 12              |
| 2017 | Rafael Grampola    | Joinville           | 13              |
| 2018 | Caio Dantas        | Botafogo-SP         | 11              |
| 2019 | Eduardo            | Treze               | 8               |
| 2019 | Luiz Eduardo       | São José-RS         | 8               |
| 2019 | Negueba            | Globo               | 8               |
| 2019 | Salatiel           | Sampaio Corrêa      | 8               |
| 2020 | Thiago Alagoano    | Brusque             | 12              |
| 2021 | Quirino            | Ypiranga de Erechim | 10              |
| 2022 | Alex Henrique      | Aparecidense        | 12              |
| 2023 | Sassá              | Amazonas            | 18              |
| 2024 | Kayke              | São Bernardo        | 10              |
| 2024 | Paulo Sérgio       | Náutico             | 10              |

### Maiores goleadas
A maior goleada da história da Série C ocorreu na edição de 2006, quando a equipe do América Mineiro derrotou a Jataiense por 9–0, pela segunda fase da competição. O segundo confronto na lista foi um duelo entre duas equipes maranhenses, quando o Santa Inês aplicou 8–0 no Tocantins-MA na primeira fase da Série C de 2002. Outros três jogos tiveram uma equipe marcando oito gols, com resultados de 8–1: a goleada do Tupi sobre o Avaí, em 1997; o triunfo do Joinville contra o Mogi Mirim, na edição de 2017; e a vitória do Volta Redonda diante do Brusque, fora de casa, em 2020.
Estas são as catorze maiores goleadas da história da Série C:
| N.º | Mandante        | Placar | Visitante     | Estádio           | Data           | Ano  | Ref.    |
| --- | --------------- | ------ | ------------- | ----------------- | -------------- | ---- | ------- |
| 1   | América Mineiro | 9–0    | Jataiense     | Independência     | 20 de agosto   | 2006 | [ 135 ] |
| 2   | Santa Inês      | 8–0    | Tocantins-MA  | Binezão           | 8 de setembro  | 2002 | [ 136 ] |
| 3   | Tupi            | 8–1    | Avaí          | Mario Helênio     | 12 de outubro  | 1997 | [ 137 ] |
| 3   | Joinville       | 8–1    | Mogi Mirim    | Arena Joinville   | 9 de setembro  | 2017 | [ 138 ] |
| 3   | Brusque         | 1–8    | Volta Redonda | Augusto Bauer     | 28 de novembro | 2020 | [ 139 ] |
| 6   | Paulista        | 7–0    | Bayer         | Jayme Cintra      | 1 de outubro   | 1995 | [ 141 ] |
| 6   | CSA             | 7–0    | Galícia       | Rei Pelé          | 26 de setembro | 1996 | [ 142 ] |
| 6   | Confiança       | 7–0    | Treze         | Batistão          | 9 de agosto    | 1998 | [ 143 ] |
| 6   | Anapolina       | 7–0    | Alvorada      | Jonas Duarte      | 16 de agosto   | 1998 | [ 144 ] |
| 6   | Ferroviário     | 7–0    | Cori-Sabbá    | Presidente Vargas | 28 de setembro | 1998 | [ 145 ] |
| 6   | Juazeiro        | 7–0    | Cachoeiro-ES  | Adauto Moraes     | 21 de outubro  | 2001 | [ 146 ] |
| 6   | Ferroviário     | 7–0    | Tocantins-MA  | Presidente Vargas | 9 de outubro   | 2002 | [ 147 ] |
| 6   | Botafogo-PB     | 7–0    | Imperatriz    | Almeidão          | 7 de novembro  | 2020 | [ 148 ] |
| 6   | Ferroviário     | 7–0    | Imperatriz    | Arena Castelão    | 28 de novembro | 2020 | [ 149 ] |

## Públicos

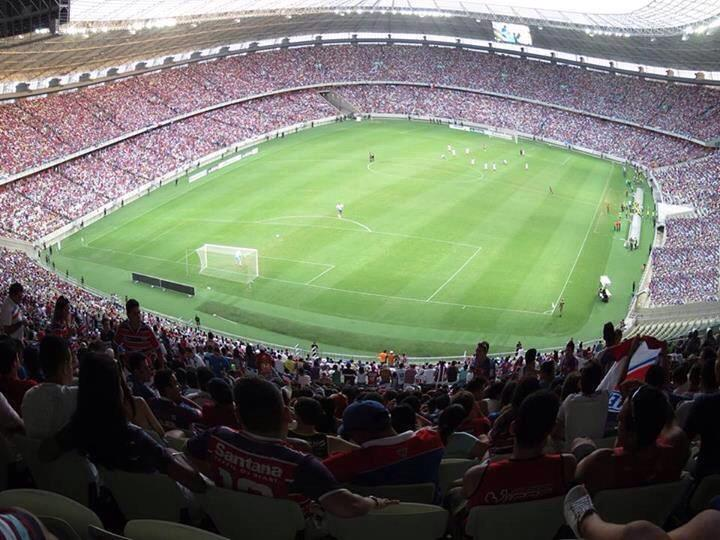
A torcida do Fortaleza é responsável por três dos quatro maiores públicos da história da Série C, na Arena Castelão

Historicamente, os grandes públicos em partidas da Série C são alavancados graças às torcidas da região Nordeste. Na lista com os dez maiores públicos presentes da competição, em todos o mandante foi um time nordestino.
O maior público da história da competição aconteceu na edição de 1997: segundo o jornal O Imparcial, 65.616 pessoas compareceram ao Castelão, em São Luís, para assistir ao derradeiro confronto daquela Série C, no qual o Sampaio Corrêa derrotou o Francana por 3–1 e conquistou o título de forma invicta.
O Fortaleza aparece com os três maiores públicos seguintes, todos acima de 63 mil pessoas, em confrontos válidos pelas quartas de final a partir de 2014 até 2016, quando o clube deixou o acesso escapar por três anos consecutivos, contra Macaé, Brasil de Pelotas e Juventude. Curiosamente, na edição de 2017, quando finalmente conseguiu avançar nesta etapa do torneio e garantir a promoção, a torcida compareceu em menor número, levando pouco mais de 40 mil pessoas à Arena Castelão.
Quem domina a tabela é o Bahia, contabilizando metade dos dez maiores públicos da terceira divisão, todos na campanha do acesso em 2007. Um deles, contudo, ficou marcado por uma enorme tragédia: na partida que sacramentaria a promoção do Tricolor de Aço, contra o Vila Nova, 60.007 pessoas compareceram à antiga Fonte Nova. Com mais de 60 mil pessoas e infra-estrutura precária no estádio, parte da arquibancada superior desabou, causando a morte de sete pessoas e deixando quase uma centena de feridos.
Maiores públicos
Estes são os dez maiores públicos presentes da história da Série C:
| N.º | Público | Mandante       | Placar | Visitante           | Estádio        | Data           | Ano  | Ref.    |
| --- | ------- | -------------- | ------ | ------------------- | -------------- | -------------- | ---- | ------- |
| 1   | 65 616  | Sampaio Corrêa | 3–1    | Francana            | Castelão       | 30 de novembro | 1997 | [ 151 ] |
| 2   | 63 903  | Fortaleza      | 0–0    | Brasil de Pelotas   | Arena Castelão | 17 de outubro  | 2015 | [ 155 ] |
| 2   | 63 903  | Fortaleza      | 1–1    | Juventude           | Arena Castelão | 9 de outubro   | 2016 | [ 156 ] |
| 4   | 63 254  | Fortaleza      | 1–1    | Macaé               | Arena Castelão | 25 de outubro  | 2014 | [ 157 ] |
| 5   | 60 860  | Bahia          | 2–2    | Bragantino          | Fonte Nova     | 31 de outubro  | 2007 | [ 158 ] |
| 6   | 60 007  | Bahia          | 0–0    | Vila Nova           | Fonte Nova     | 25 de novembro | 2007 | [ 159 ] |
| 7   | 60 000  | Santa Cruz     | 2–1    | Betim               | Arruda         | 3 de novembro  | 2013 | [ 160 ] |
| 8   | 59 917  | Bahia          | 3–0    | ABC                 | Fonte Nova     | 22 de novembro | 2007 | [ 161 ] |
| 9   | 59 797  | Bahia          | 1–0    | CRAC                | Fonte Nova     | 14 de outubro  | 2007 | [ 162 ] |
| 10  | 59 599  | Bahia          | 1–1    | Atlético Goianiense | Fonte Nova     | 11 de novembro | 2007 | [ 163 ] |